# Determinazione (linguistica)
In linguistica, la determinazione è una relazione grammaticale o semantica che lega un elemento (detto "determinante") gerarchicamente sovraordinato ad un altro elemento (detto "determinato").

## Il determinante
Il determinante è ogni elemento che concorra a rendere più facilmente interpretabile il riferimento e la quantificazione del sintagma nominale. In altre parole, il determinante attualizza il nome, caratterizzandolo. Per il linguista francese André Martinet, il determinante è un monema dipendente.
Sono ad esempio determinanti l'articolo, i dimostrativi, i quantificatori.
Si prenda la frase:
Il piccolo gatto nero è uscito.
Il nome gatto determina i morfemi maschili degli aggettivi piccolo e nero. Questa analisi, che intende gli aggettivi morfologicamente determinati dai nomi, è legata alla grammatica tradizionale. Da un punto di vista semantico, però, è il nome ad essere determinato dall'aggettivo. Ad esempio, nel sintagma il fratello di Carlo, tanto il quanto di Carlo sono determinanti del nucleo fratello.
A giustificare il raggruppamento dei determinanti in una classe concorre il fatto che essi stanno in distribuzione complementare: ad esempio, in italiano, risultano agrammaticali sintagmi come *il questo libro, *questo il libro, *il libro questo. Determinanti di tipo diverso possono però cooccorrere, come nell'esempio italiano tutti questi molti libri. Lingue geneticamente vicine all'italiano, come il rumeno e lo spagnolo, prevedono la cooccorrenza di articolo e dimostrativo (in spagnolo: quiero el libro este, letteralmente 'voglio il libro questo').
In alcune lingue, i determinanti si trovano in distribuzione complementare con aggettivi o sintagmi nominali con valore possessivo. Ad esempio, in inglese sono agrammaticali i sintagmi *a my book o *this John's book e si ricorre ad una costruzione partitiva: a book of mine e this book of John's. Inoltre, la definitezza del sintagma nominale deriva dalla definitezza del possessivo: the teacher's book o a student's book.

## Determinazione e indeterminazione
La distinzione tra elementi determinati ed elementi indeterminati è graduale e si riferisce alla maggiore o minore capacità di un enunciato di indicare univocamente, da un punto di vista semantico o pragmatico, un referente, tenendo conto del contesto e della situazione comunicativa.
Quanto ai nomi, il grado massimo di determinazione è rappresentato dal nome proprio, mentre il grado minimo varia da lingua a lingua (nel caso dell'italiano, si tratta dell'articolo indeterminativo o di quantificatori indefiniti).
Di seguito, una serie di frasi a grado di determinazione sempre minore:
Ho visto Paolo.
Ho visto mio fratello.
Ho visto suo fratello.
Ho visto il sindaco.
Ho visto un vigile.
Ho visto dei fiori.
Ho visto un po' di gente.

## Rapporto sintattico tra determinante e determinato
Tra i sintagmi nominali, alcuni sono formati da una testa (o "base"), che è il determinato, e da un elemento che lo specifica (il determinante). Ad esempio, La casa [determinato] di Paolo [determinante]. La testa del sintagma regge il determinante. Il determinante può esprimere possesso (Il gatto di Paolo), avere valore locativo (La casa in montagna) o qualificare il determinato (una macchina vecchia).
Di norma, la posizione reciproca di determinante e determinato è legata in ciascuna lingua ad altri aspetti tipologici. Ad esempio, nelle lingue SOV, di norma il determinante precede il determinato. Così per il latino classico, che predilige il tipo exercitūs dux o Romanus dux. Gradualmente, il latino classico si orienta, soprattutto nel parlato, al tipo SVO, che sarà la norma delle lingue neo-latine. Parallelamente, già a partire dalle iscrizioni pompeiane del I secolo d.C., si riscontrano sequenze del tipo determinato-determinante (anch'esse tipiche delle lingue neo-latine), dove l'anteposizione dell'aggettivo è possibile, ma non veicola sfumature semantiche specifiche (vedi Latino volgare#Graffiti pompeiani).
Nelle lingue tendenzialmente analitiche, come l'italiano, la determinazione ha di solito la forma determinato-preposizione-determinante, come in l'amore della madre. Il progressivo superamento del sistema flessivo del latino classico ha fatto sì che il ruolo delle preposizioni nell'esprimere i rapporti sintattici si espandesse a scapito del caso, anche se quest'ultimo era spesso accompagnato da preposizioni (come nel caso di e o ex con ablativo o di in con accusativo). Un altro elemento caratterizzante del passaggio da latino classico a latino volgare è la dislocazione a destra del determinante (da matris amor, letteralmente 'della madre amore', a amore della madre).